# Estação Kuzminki
Kuzminki (em russo:  Кузьминки) é uma das estações da linha Tagansko-Krasnopresnenskaia (Linha 7) do Metro de Moscovo, na Rússia. Estação «Kuzminki» está localizada entre as estações «Riazanskii Prospekt» e «Tekstilhshchiki».